# Dekanat tuszyński
Dekanat tuszyński – dekanat w archidiecezji łódzkiej. Siedzibą dekanatu jest Tuszyn (kościół pw. św. Witalisa Męczennika).
Dekanat składa się z 10 parafii:
- parafia pw. Świętego Józefa Oblubieńca Najświętszej Maryi Panny i Narodzenia Najświętszej Maryi Panny w Dąbrowie-Pawlikowicach
- parafia pw. Najświętszego Serca Pana Jezusa i Trzech Króli w Dłutowie
- parafia pw. św. Floriana w Wadlewie
- parafia pw. Matki Boskiej Częstochowskiej w  Żeroniach
- parafia pw. Najświętszej Maryi Panny Królowej Polski i Świętego Jana Vianney w Woli Kamockiej
- parafia pw. Wniebowzięcia Najświętszej Maryi Panny w Czarnocinie
- parafia pw. św. Stanisława Biskupa i Męczennika w Rzgowie
- parafia pw. św. Benedykta i św. Anny w  Srocku
- parafia pw. św. Witalisa Męczennika w Tuszynie
- parafia pw. św. Krzysztofa w Tuszynie-Lesie